# Žepovci
Žepovci – miejscowość w Słowenii w gminie Apače.